# هيكتور منديز
هيكتور منديز (بالإسبانية: Héctor Méndez)‏ (أغسطس 1897 – 13 ديسمبر 1977) هو ملاكم أرجنتيني راحل، مثّل بلاده في الألعاب الأولمبية الصيفية 1924.

## روابط خارجية
هيكتور منديز على موقع بوكس ريك (الإنجليزية) (registration required)
- هيكتور منديز على موقع أوليمبيديا (الإنجليزية)